# Teatro Trianon (Napoli)
Il Teatro Trianon Viviani, conosciuto da sempre come Teatro Trianon, è il teatro pubblico napoletano dedicato alla canzone napoletana, tra tradizione e contemporaneità. Sorge dal 1911 nel cuore del centro storico di Napoli, patrimonio mondiale dall'UNESCO, in piazza Vincenzo Calenda, allo sbocco di Forcella e in prossimità di Castel Capuano e dei Decumani.

## Storia

### Le origini
Sito in piazza Vincenzo Calenda a Napoli, venne inaugurato l'8 novembre del 1911 nella zona di Forcella. Il proprietario era Amadio Salsi. Lo spettacolo inaugurale ebbe come protagonista Vincenzo Scarpetta che debuttò nel ruolo di don Felice Sciosciammocca nella classica commedia Miseria e nobiltà del padre Eduardo Scarpetta.
Sin dalla sua inaugurazione, il Trianon puntò tutto sulla programmazione musicale, incentrata principalmente sulla tradizione della canzone napoletana. Dopo l'acquisto nel 1923 da parte di Giuseppe De Simone e Gennaro De Falco, nel 1940 fu acquistato da Gustavo Cuccurullo che, nel 1947, lo trasformò in sala cinematografica, rinominandolo cinema Splendore.
Nel corso degli anni, ha visto la presenza delle maggiori famiglie teatrali: dagli Scarpetta ai De Filippo, dai Viviani ai Taranto, dai Maggio ai Di Maio, nonché di attori come Nicola Maldacea e Totò e cantanti come Elvira Donnarumma, Mario Pasqualillo, Salvatore Papaccio. In seguito il Teatro, negli anni cinquanta e sessanta, è stato sede di manifestazioni piedigrottesche che hanno visto esibirsi cantanti come Sergio Bruni, Mario Trevi, Pino Mauro ed altri artisti napoletani.

### DaSplendorea Trianon aViviani
Il 7 dicembre del 2002 Gustavo Cuccurullo, un pronipote omonimo, riporta la sala alla sua antica dimensione teatrale, riprendendo il nome di teatro Trianon e inaugurando la stagione con Eden Teatro di Raffaele Viviani con la regia di Roberto De Simone.
Dall'aprile del 2006 il teatro diventa pubblico, con soci la Regione Campania e la Provincia di Napoli ed è dedicato al grande commediografo e attore Raffaele Viviani. Oggi le competenze della Provincia sono passate alla città metropolitana di Napoli.
Per nomina diretta, il governatore Antonio Bassolino affida la direzione artistica del teatro a Nino D'Angelo. D'Angelo rimane alla direzione del Trianon dal 2006 fino al 2010, anno in cui Stefano Caldoro succede a Bassolino alla presidenza della Regione Campania. La presidenza del teatro è affidata a Maurizio D'Angelo e la direzione artistica a Giorgio Verdelli.

### Asta e tentativo di riapertura
Nel corso del decennio il teatro accumula un debito di quasi 500.000€ con l'Inps, un privato (il direttore dei lavori) ed alcuni istituti di credito, in particolare il Banco di Napoli e la Banca Nazionale del Lavoro. Ciò porta la struttura ad essere chiusa e messa all'asta il 17 giugno 2014 con un prezzo di partenza di 4,5 milioni di euro. L'asta, però, è deserta. Il 3 luglio viene rimesso all'asta per 3,37 milioni di euro. Ancora una volta l'asta fallisce. Il 15 gennaio 2015 viene resa pubblica la notizia della possibilità di svendere il teatro e trasformarlo in un supermercato o una sala bingo. La notizia fa nascere proteste da parte dei dipendenti e della popolazione.
Il 19 maggio dello stesso anno, in occasione delle elezioni alla presidenza della Regione Campania, Vincenzo De Luca, candidato del Partito Democratico e avversario di Caldoro, tiene un incontro fuori dal teatro, al quale partecipa attivamente anche l'ex direttore artistico Nino D'Angelo. Diventato presidente della Regione, il 23 luglio De Luca riceve D'Angelo a palazzo Santa Lucia per definire un piano di lavoro per far riaprire il teatro Trianon. Il 26 novembre 2016, al termine dei lavori, il teatro è inaugurato da De Luca e riaperto al pubblico sotto la direzione artistica di D'Angelo e la presidenza di Giovanni Pinto. Dal 2020 il direttore artistico è l'attrice Marisa Laurito.

## Struttura
Il teatro si propone come una struttura di 530 posti, nella sua forma classica di teatro all'italiana, con tre ordini di palchi. I complessi lavori di ristrutturazione (dal 2000 al 2002) hanno recuperato la matrice architettonica originaria, mettendo in luce, nella platea del teatro, l'importantissimo reperto greco della torre della Sirena (IV / III sec. a.C.), unica torre in elevato esistente in Campania, e dotando il teatro di un avanzato impianto di climatizzazione che consente un'attività continuativa nel corso dell'anno. Il teatro è molto apprezzato per la sua acustica. È inoltre dotato di diverse sale per attività varie, utilizzate per mostre, seminari e conferenze.

## Artisti che si sono esibiti al Trianon
- Eduardo Scarpetta
- Vincenzo Scarpetta
- Eduardo De Filippo
- Peppino De Filippo
- Titina De Filippo
- Raffaele Viviani
- Gennaro Pasquariello
- Nino Taranto
- Mimì Maggio
- Rosalia Maggio
- Beniamino Maggio
- Pupella Maggio
- Nicola Maldacea
- Tecla Scarano
- Nicola Maldacea
- Totò
- Elvira Donnarumma
- Armando Gill
- Mario Pasqualillo
- Salvatore Papaccio
- Peppino Gagliardi
- Fausto Cigliano
- Sergio Bruni
- Mario Trevi
- Pino Mauro
- Nino D'Angelo
- Rocco Hunt
- Nello Mascia
- Olimpia Di Maio
- Oscar Di Maio
- I Fatebenefratelli
- Patty Pravo
- Peppe Barra
- Lina Sastri
- Gianfranco Gallo
- Enzo Gragnaniello
- Mirna Doris
- Eddy Napoli
- New Trolls
- Le Orme
- Osanna
- James Senese
- Raiz
- Almamegretta
- Pietra Montecorvino
- Gennaro Cosmo Parlato
- Nuova Compagnia di Canto Popolare
- Enrico Ruggeri
- Tony Cercola
- Peppino di Capri
- Edoardo Bennato
- Lucariello
- Gianni Lamagna
- Peppe Lanzetta
- Serena Rossi
- Alan Sorrenti
- Sal da Vinci
- Enzo De Caro
- Alessandro Siani
- Paolo Caiazzo
- Carlo Buccirosso
- Biagio Izzo
- Carlo Mey Famularo
- Gigi D'Alessio